# Vertault
Vertault település Franciaországban, Côte-d’Or megyében. Lakosainak száma 50 fő (2022. január 1.). Vertault Bragelogne-Beauvoir, Channes, Channay, Molesme, Villedieu és Arthonnay községekkel határos.

## Népesség
A település népessége az elmúlt években az alábbi módon változott:
| Lakosok száma | 94   | 52   | 42   | 53   | 56   | 58   | 56   | 52   | 50   | 50   |
|               | 1968 | 1982 | 1990 | 2006 | 2013 | 2015 | 2017 | 2019 | 2020 | 2022 |